# Alina Walerijewna Frolowa
Alina Walerjewna Frolowa (russisch Алина Валерьевна Фролова; * 12. März 1891 in Samara, Russisches Kaiserreich; † 17. September 1970 in Komsomolsk am Amur, Sowjetunion) war eine sowjetische Politikerin. Von 1958 bis 1965 war sie als Vorsitzende des Exekutivkomitees des Stadtrats der Volksabgeordneten der KPdSU Bürgermeisterin der sibirischen Großstadt Komsomolsk am Amur. Sie ist eine der wenigen Frauen, die in der Sowjetzeit eine solch hohe Position in der lokalen Verwaltung innehatten.

## Leben
Alina Frolowa wurde 1891 in Samara als Tochter eines Eisenbahningenieurs geboren. Durch den Bau der Transsibirischen Eisenbahn zog sie als Kind mit ihrer Familie in den Osten Russlands und arbeitete als Lehrerin in Wladiwostok. Sie heiratete 1915 ihren Mann Michail. Ihr Mann war als Soldat im sowjetisch-chinesischen Grenzkrieg 1929. Später wurde sie ab den 30er-Jahren im Parteiapparat der KPdSU tätig und übernahm verschiedene administrative Aufgaben im Fernen Osten.
Während des Zweiten Weltkriegs war sie zusammen mit ihrem Mann in der Organisation der Industrieproduktion für die Rote Armee tätig. Ihr Organisationstalent und ihre Loyalität zur Partei führten dazu, dass sie nach Kriegsende in verschiedenen Verwaltungspositionen in Chabarowsk und später in Komsomolsk am Amur eingesetzt wurde, wo sie im Stadtrat saß.
1958 wurde Frolowa Vorsitzende des Exekutivkomitees des Stadtrats in Komsomolsk am Amur und damit zur Bürgermeisterin. Während ihrer Amtszeit setzte sie sich insbesondere für den Ausbau der Wohninfrastruktur ein und trieb den Ausbau der 1957 eröffneten Straßenbahn Komsomolsk am Amur voran. Ihre politische Karriere war nicht ohne Widerstände. Die männlich dominierte Verwaltung stand ihr oft skeptisch gegenüber, doch Frolowa nutzte ihre Erfahrung und ihren Einfluss in der Kommunistischen Partei, um ihre Projekte durchzusetzen. Ihr pragmatischer Führungsstil und ihre enge Zusammenarbeit mit Gewerkschaften und Parteiorganisationen trugen dazu bei, dass ihre Maßnahmen breite Unterstützung fanden. Zudem saß ihr Ehemann ebenfalls im lokalen Exekutivkomitee und hatte ein gutes Verhältnis zu Funktionären der lokalen Schiffbauindustrie.
Im Jahr 1965 zog sich Frolowa krankheitsbedingt aus dem Exekutivkomitee und damit auch aus dem politischen Leben zurück. Sie starb 1970 im Alter von 79 Jahren. Frolowa wurde unter anderem mit dem Orden des Roten Banners der Arbeit und dem Orden der Oktoberrevolution geehrt.
Frolowa hatte zwei Kinder. Ihr Mann starb 1972. Bis heute ist sie die einzige Frau, die Bürgermeisterin in Komsomolsk war. Andrei Wiktorowitsch Klimow, von 2014 bis 2019 ebenfalls Bürgermeister in Komsomolsk, ist mit einer Enkelin von Frolowa verheiratet. Alina Frolowa hat keinen Bezug zur Skeletonfahrerin mit dem ähnlichen Namen Aljona Sergejewna Frolowa.